# Fausta Cornelia Silla
Fausta Cornelia Silla (Grecia, 86 a.C. circa – ...), figlia di Lucio Cornelio Silla e della sua terza moglie Cecilia Metella Dalmatica, nacque attorno all'86 a.C., sorella gemella di Fausto Cornelio Silla.
Sposò in prime nozze Gaio Memmio, quindi ripudiata da questi per le numerose infedeltà, nel 56 a.C. sposò in seconde nozze Tito Annio Milone. Pare che lo storico Sallustio sia stato espulso dal senato nel 50 a.C. perché scoperto in flagrante adulterio con Fausta, come ci attesta Aulo Gellio (Noctes Atticae, XVII, 18): M. Varro, in litteris atque uita fide homo multa et grauis, in libro, quem scripsit Pius aut de pace, C. Sallustium scriptorem seriae illius et seuerae orationis, in cuius historia notiones censorias fieri atque exerceri uidemus, in adulterio deprehensum ab Annio Milone loris bene caesum dicit et, cum dedisset pecuniam, dimissum.